# Neutralisation (armes à feu)
 (août 2025).
La neutralisation d'une arme à feu est le fait de s'assurer qu'elle ne puisse plus tirer,.

## Québec
Un avis de neutralisation est donné à la suite de la destruction d'une arme par le programme canadien des armes à feu.
Une arme neutralisée peut-être par exemple donnée à un musée après être neutralisée comme cela se fait au Québec.